# Gustav Heckenast

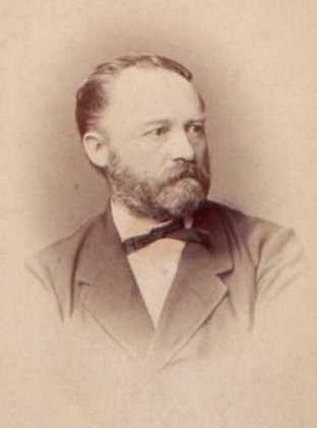
Gustav Heckenast

Gustav Heckenast, ungarisch Gusztáv Heckenast (* 2. September 1811 in Kaschau, Königreich Ungarn; † 12. April 1878 in Preßburg, Österreich-Ungarn) war ein ungarischer Buchhändler und Verleger deutscher Herkunft.

## Leben
Gustav Heckenast wurde als Sohn des evangelisch-lutherischen Pfarrers Michael Heckenast und seiner Ehefrau Rosina Karolina geb. Petz in Kaschau (ung. Kassa) geboren. Seine ersten Schuljahre verbrachte er in Kaschau und anschließend im Evangelischen Lyzeum von Eperjes. Er sollte ursprünglich den Apothekerberuf erlernen, wechselte jedoch bald in den Buchhandel. 1826 kam er in die Buchhandlung seines Schwiegervaters Otto Wigand nach Pest. Die Familienbeziehungen der Familien Wigand und Heckenast waren eng verwoben. Gustav Heckenast war in erster Ehe mit Otto Wiegands Tochter Ottilia Karolina geb. Wigand (* 6. August 1828 in Pest, † 5. März 1901 in Berlin, Deutsches Reich) verheiratet. Diese  Ehe wurde 1846 geschlossen (und später geschieden). Ottos Bruder Georg Wigand heiratete Heckenasts ältere Schwester Karolina Wilma geb. Heckenast (* 8. März 1808 in Kaschau, † 5. Dezember 1892).
Als Otto Wigand wegen Problemen mit der Zensur nach Deutschland zurückkehren musste (Wigand war 1833 nach Leipzig geflohen, um einer Verurteilung wegen „Verbreitung anti-österreichischer Schriften“ zu entgehen) übernahm Heckenast 1834 dessen Verlag samt Buchhandlung in Pest. Heckenast wurde Mitglied des Börsenvereins der Deutschen Buchhändler in Leipzig, wodurch er Kontakte zu vielen Buchhändlern in ganz Europa aufnehmen konnte, was für sein Geschäft von großem Nutzen war.
1840 begann eine Zusammenarbeit mit dem Preßburger Buchdrucker Ludwig Landerer. Mit ihm gründete er 1841 die  Firma Landerer & Heckenast in Pest. Im Jahre 1848 wurden bei Landerer & Heckenast die „Zwölf Punkte“, Forderungen der revolutionären ungarischen Jugend und das von Sándor Petőfi verfasste „Nationallied“ (ung. Nemzeti dal) gedruckt. Es war der Anfang der Ungarischen Revolution (und des Freiheitskampfes) der Jahre 1848/49. Nach Niederschlagung der Revolution musste sich die Firma für diese Tat vor Gericht verantworten.
Nach dem Tod seines Geschäftspartners Ludwig Landerer im Jahre 1854 führte Heckenast den Verlag und die Druckerei in Übereinstimmung mit den Erben alleine weiter, die inzwischen zur bedeutendsten Druckerei im gesamten Königreich geworden war. Im Jahre 1863 übernahm er das Unternehmen ganz. Danach übergab er die Pester Buchhandlung und Druckerei an Carl Edelmann, um sich ausschließlich dem Verlag zu widmen.
Nach dem frühen Tode seiner zweiten Ehefrau Teréz Lővészy (* 1821, † 1856), die er 1856 heiratete und die noch im selben Jahr starb, heiratete Heckenast im Jahre 1858 seine dritte Ehefrau, die Schriftstellerin Helene von Bajza. Sie war die Tochter des bekannten ungarischen Dichters und Schriftstellers József Bajza und Nichte von Mihály Vörörsmarty. Aus dieser Ehe gingen zwei Kinder hervor: die Tochter Ilona (* 1859) und der Sohn Aladár (* 1861). Diese Ehe endete 1862 in Scheidung. Nach der Scheidung heiratete er Stefánia Jurenák de Sulz (* 1841, † 1932). Aus dieser Ehe ging die Tochter Mária Heckenast (* 1870, † 1936) hervor. 

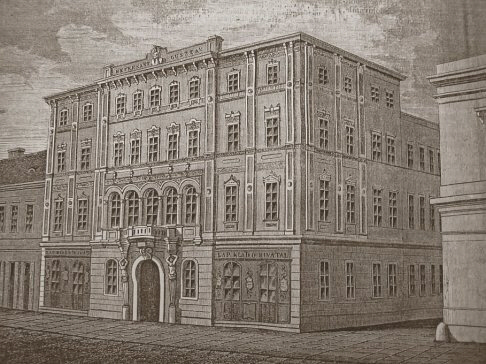
Verlagshaus und Druckerei von Heckenast in Pest im Jahre 1863

Viele Bücher aber auch Periodika und Zeitschriften der damaligen Zeit sind mit den Namen Heckenast verbunden: die von Heckenast gegründete und in Ungarn sehr beliebte Zeitschrift „Vasárnapi ujság“ („Sonntagszeitung“), der „Pesti hírlap“ („Pester Journal“), oder Maurus Jókais „Az Üstökös“ („Der Komet“).
Heckenast verlegte Werke der wichtigsten ungarischen Autoren der damaligen Zeit: Miklós Jósika, Maurus Jókai, József Eötvös, sowie der Gebrüder Sándor und Károly Kisfaludy. Auch der Autor der ungarischen Nationalhymne Ferenc Kölcsey wurde bei ihm verlegt. Er verlegte jedoch auch Werke deutschsprachiger Autoren, z. B.: Betty Paoli, Salomon Hermann Mosenthal und Johann Nepomuk Vogl. Mit untrüglichem Blick förderte er die bedeutendsten Schöpfungen der zeitgenössischen ungarischen aber auch deutschen Literatur.
Ab 1841 war er Verleger von Adalbert Stifter, zu dem er einen sehr freundschaftlichen Briefkontakt unterhielt. Es sind auch gegenseitige Besuche bekannt.
Von 1869 an stand Heckenast auch zu Peter Rosegger in freundschaftlicher und geschäftlicher Beziehung. Ein Großteil von Rosenggers Werken jener Zeit wurde von Heckenast herausgegeben. Die Beziehungen dauerten bis zum Tod des Verlegers im Jahre 1878 an. Für Rosegger war Heckenast ein kluger Berater und väterlicher Freund der ihn auch in privaten Belangen unterstützte.

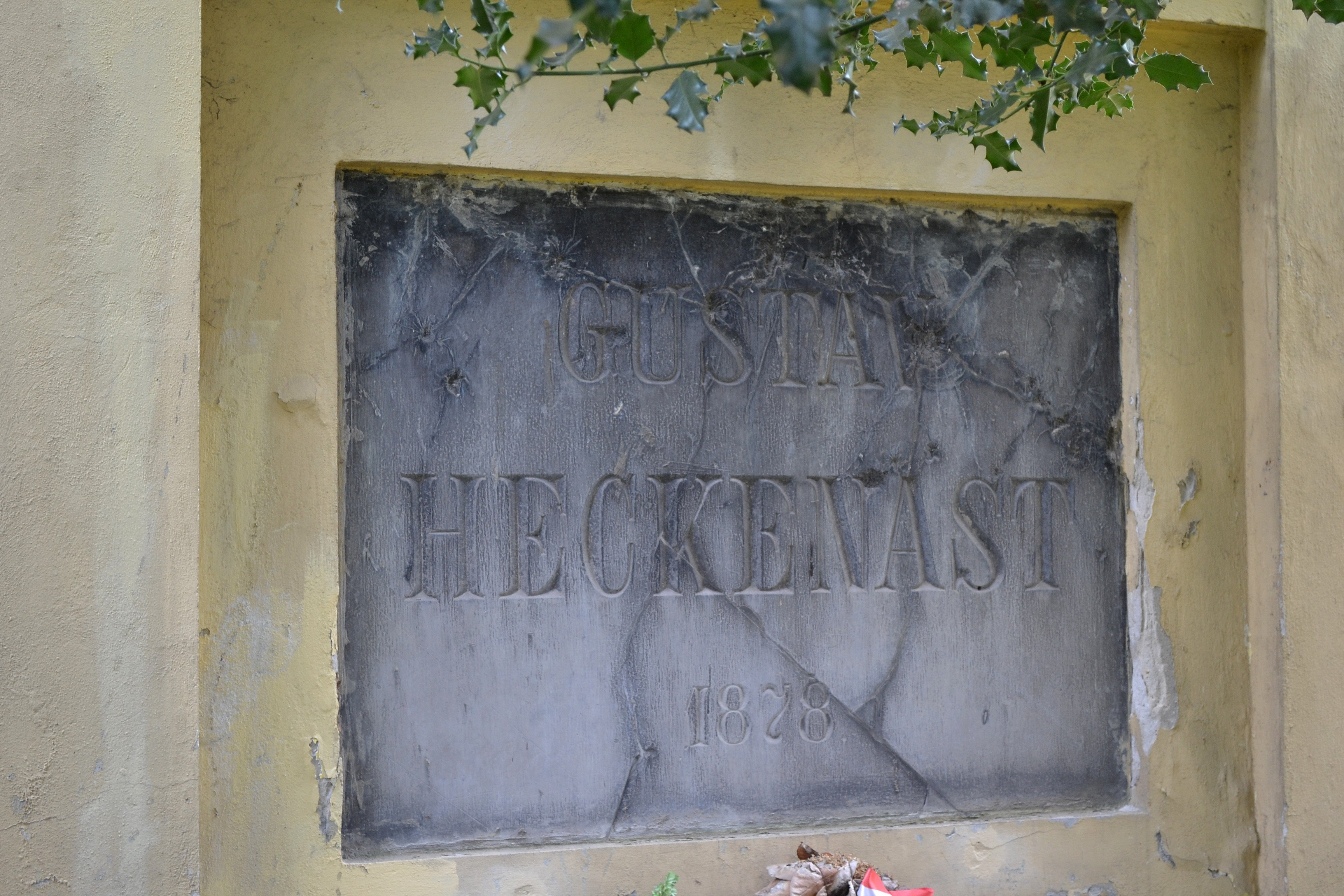
Grabtafel am Gaistor-Friedhof

Im Jahr 1873 zog sich Heckenast aus dem Verlagswesen zurück. Er verkaufte seinen Verlag an die ungarische Franklin-Társulat (Franklin-Verein) in Budapest und übersiedelte nach Preßburg, wo er 1878 starb. Seine sterblichen Überreste wurden auf dem Gaistor-Friedhof zu Preßburg beigesetzt. Mit seinem Tod fand auch die Blütezeit des deutschen Verlagswesens in Ungarn ihr Ende.